# Fuvammulah
Fuvammulah (Fua Mulaku) (malediw. ފުވައްމުލައ) – wyspa na Malediwach; stolica atolu Gnaviyani; według danych szacunkowych na rok 2014 liczyła 8095 mieszkańców. Jest to trzecie co do wielkości miasto Malediwów.